# Ischiopsopha yapasbouf
Ischiopsopha yapasbouf är en skalbaggsart som beskrevs av Rigout 1997. Ischiopsopha yapasbouf ingår i släktet Ischiopsopha och familjen Cetoniidae. Inga underarter finns listade i Catalogue of Life.